# Famicom Jump II: Saikyō no shichinin
Famicom Jump II: The Strongest Seven (ファミコンジャンプII 最強の7人, Famikon Janpu Tsū Saikyō no Shichinin) és un videojoc de rol de l'any 1991 per la Nintendo Famicom publicat per Bandai. És la continuació de Famicom Jump: Hero Retsuden, el videojoc introdueix els set personatges principals (com diu en el subtítol) de la revista de manga Weekly Shonen Jump.

## Personatges principals
- Son Goku (Bola de Drac)
- Ryotsu Kankichi (KochiKame)
- Momotaro Tsurugi (Sakigake!! Otokojuku)
- Jotaro Kujo (JoJo's Bizarre Adventure, substitueix Joseph Joestar)
- Ta-chan (Jungle King Ta-chan)
- Tarurūto (Magical Tarurūto-kun)
- Maeda Taison (Rokudenashi BLUES)